# Federalny Urząd Ochrony Konstytucji i Kontrterroryzmu
Federalny Urząd Ochrony Konstytucji i Kontrterroryzmu (niem. Bundesamt für Verfassungschutz und Terrorismusbekämfung, BVT) – była austriacka agencja bezpieczeństwa o charakterze wywiadowczym, która zajmowała się głównie ochroną instytucji konstytucyjnych oraz zapewnieniem im zdolności do prawidłowego działania.
Agencja została utworzona z wydzielenia części austriackiej policji państwowej oraz innych specjalnych grup zadaniowych podlegających Generalnej Dyrekcji ds. Bezpieczeństwa Publicznego zajmujących przestępczością zorganizowaną i terroryzmem. Generalnej Dyrekcji ds. Bezpieczeństwa Publicznego jest zaś częścią Ministerstwa Spraw Wewnętrznych, co sprawia, że BVT była jej również podległa.
1 grudnia 2021 roku agencja została rozwiązana i przekształcona w Dyrekcję Ochrony Państwa i Wywiadu (Direktion für Staatsschutz und Nachrichtendienst). Utworzenie nowej organizacji według rozporządzenia ministerialnego nie zmienia zasad działania agencji, a ma za zadanie rozszerzyć jej skład personalny oraz poprawić jakość prac.

## Historia
Urząd Federalny powstał w 2002 roku w wyniku połączenia różnych jednostek specjalnych Ministerstwa Spraw Wewnętrznych, a przede wszystkim dawnej policji państwowej. Nastąpiło to w odpowiedzi na rosnące zagrożenie bezpieczeństwa publicznego, jakie stanowi międzynarodowy terroryzm. W obliczu wydarzeń, które miały miejsce po atakach terrorystycznych z 11 września 2001 roku, minister spraw wewnętrznych Ernst Strasser wydał polecenie restrukturyzacji austriackiego systemu walki z terroryzmem.
Początkowo dyrektorem urzędu został Gert-René Polli, oficer Biura Wywiadu Wojskowego. Następcą Pollego po jego rezygnacji w październiku 2007 r. został Peter Gridling, który wcześniej kierował EBT i był odpowiedzialny za analizy w dziedzinie terroryzmu w Europolu. Gridling był również szefem EBT. We wrześniu 2011 roku BVT przeniosła się ze swojego biura w budynku Ministerstwa Spraw Wewnętrznych przy Herrengasse do nowej siedziby w koszarach Rennweg w Wiedniu. W maju 2020 roku Johannes Freiseisen został mianowany tymczasowym Dyrektorem Zarządzającym.

## Podstawa prawna i organizacja
Podstawę prawną dla Urzędu Federalnego stanowi „Ustawa federalna o organizacji administracji bezpieczeństwa i wykonywaniu zadań przez policję bezpieczeństwa” (ustawa o policji bezpieczeństwa) oraz „Ustawa federalna o organizacji, zadaniach i uprawnieniach policji ochrony państwa” (ustawa o policji ochrony państwa).
Federalny Urząd Ochrony Konstytucji i Zwalczania Terroryzmu jest częścią Dyrekcji Generalnej ds. Bezpieczeństwa Publicznego w Federalnym Ministerstwie Spraw Wewnętrznych. Oprócz Federalnego Urzędu Ochrony Konstytucji i Walki z Terroryzmem (BVT) w prowincjach federalnych istnieje dziewięć urzędów ochrony konstytucji i walki z terroryzmem (LVT), z których każdy jest częścią dyrekcji policji prowincjonalnej.
W celu sprawowania kontroli nad BVT austriacka Rada Narodowa powołała podkomisję do spraw wewnętrznych.

## Zadania
- Gromadzenie informacji o działaniach skierowanych przeciw demokratycznemu porządkowi, istnieniu lub bezpieczeństwu Federacji lub kraju związkowego, bądź zamierzają utrudnić działania organów konstytucyjnych państwa,
- Weryfikacja doniesień nt. działalności zagrażającej bezpieczeństwu państwa lub innych działaniach obcych służb specjalnych,
- Przeciwdziałanie zagrożeniom mogącym ugodzić w interesy zagraniczne państwa poprzez użycie siły lub działaniach przygotowawczych w jej kierunku,
- Zapobieganie działaniom mającym na celu zagrozić ideom i postanowieniom traktatów międzynarodowych, zwłaszcza tych, mówiących o pokojowym współistnieniu narodów,
- Kontrola oraz sprawdzanie działalności osób, które mają dostęp do poufnych informacji leżących w interesie publicznym oraz osób zatrudnionych na stanowiskach ważnych dla bezpieczeństwa Republiki Austrii,
- Ochrona bezpieczeństwa przemysłowego – zapobieganie sabotażowi gospodarczemu,
- Podejmowanie działań mających na celu ograniczenie produkcji broni masowego rażenia[5].

Służby BVT w dużej mierze skupiają się również na konkretnych zjawiskach uwarunkowanych społecznie, gospodarczo lub historycznie, które mogą zagrozić społeczeństwu oraz instytucjom państwowym. Obecnie są to: ekstremizm prawicowy, ruchy narodowowyzwoleńcze skupione wokół cudzoziemców/imigrantów, ruch islamistyczny oraz towarzyszący mu terroryzm, działalność obcych wywiadów, ochrona osobowa/fizyczna i przeciwdziałanie sabotażowi, działalność obcych wywiadów, ochrona osobowa/fizyczna i przeciwdziałanie sabotażowi, ochrona ekonomiczna i naukowa oraz cyberbezpieczeństwo.
Podstawą do podejmowania przez BVT określonych kroków mogą być tylko faktyczne oraz prawdopodobnie realne działania sprzeczne z porządkiem prawnym. Jest to związane z uniemożliwieniem działań służby w sytuacjach, gdy obywatel wyraża własne (nawet niepopularne) poglądy. BVT więc nie może godzić w wolność słowa i powodować niechęci do wyrażania własnych wartości.

## Kontrola i nadzór

### Kontrola w ramach parlamentarnego prawa interpelacyjnego
Rada Narodowa i Rada Federalna mają prawo badać kierownictwo rządu federalnego, zadawać pytania jego członkom we wszystkich kwestiach wykonawczych oraz żądać wszelkich istotnych informacji (art. 52 Federalnej Ustawy Konstytucyjnej). To prawo kontroli przysługuje wobec rządu federalnego i jego członków, a zatem także wobec federalnego ministra spraw wewnętrznych.

### Podkomisja Stała Komisji Spraw Wewnętrznych
Komisja Spraw Wewnętrznych wybiera stałą podkomisję do przeglądu środków ochrony instytucji konstytucyjnych i ich zdolności do działania. Stała podkomisja ma prawo żądać od federalnego ministra spraw wewnętrznych wszelkich istotnych informacji i wglądu w odpowiednie dokumenty (art. 52a federalnej ustawy konstytucyjnej).

### Niezależna komisja kontrolna ds. ochrony konstytucji
Komisja Kontroli jest niezależnym organem powołanym do kontroli legalności administracji w rozumieniu Art. 20 ust.2 Z 2 Federalnej Ustawy Konstytucyjnej, który nie podlega instrukcjom. Odpowiada za kontrolę strukturalną tych organów. Może działać samodzielnie lub na wniosek Federalnego Ministra Spraw Wewnętrznych lub Stałej Podkomisji.

### Kontrola księgowa i zarządcza Trybunału Obrachunkowego
Trybunał Obrachunkowy odpowiada za kontrolę całości wykorzystania środków budżetowych (art. 121 federalnej ustawy konstytucyjnej). Skutkuje to funkcją kontrolną Trybunału Obrachunkowego w obszarze ochrony Konstytucji w ramach kontroli administracji Federalnego Ministerstwa Spraw Wewnętrznych. Przegląd obejmuje dokładność liczbową, legalność, oszczędność, opłacalność i celowość.

### Rada Rzecznika Praw Obywatelskich
Jako niezależny organ kontrolny, Rada Rzecznika Praw Obywatelskich ma za zadanie zbadać domniemane nadużycia w administracji rządu federalnego. Każdy może złożyć skargę do Rady Rzecznika Praw Obywatelskich w sprawie nadużyć, jeśli sam jest nimi dotknięty i nie ma lub nie ma już dostępnego dla niego środka prawnego. Każdą taką skargę rozpatruje Rada Rzecznika Praw Obywatelskich. Rada Rzecznika Praw Obywatelskich może z urzędu badać podejrzenia nadużyć w administracji federalnej (art. 148a federalnej ustawy konstytucyjnej).

### Pełnomocnik ds. ochrony prawnej w Federalnym Ministerstwie Spraw Wewnętrznych
Instytucja rzecznika ochrony prawnej jest niezależnym i wolnym od instrukcji organem ochrony prawnej, którego niezależność jest gwarantowana w możliwie największym stopniu poprzez proces powoływania i konstytucyjną gwarancję. Funkcjonariusz ds. ochrony prawnej w Federalnym Ministerstwie Spraw Wewnętrznych jest przede wszystkim odpowiedzialny za zapewnienie tymczasowej ochrony prawnej osobom, których dotyczą tajne środki organów bezpieczeństwa (§ 91a ff ustawy o policji bezpieczeństwa i § 14 ff ustawy o ochronie państwa i służbie wywiadowczej). Jeżeli inspektor ochrony prawnej uzna, że wykorzystanie danych osobowych naruszyło prawa osób, których dane dotyczą, które nie są świadome tego przetwarzania danych, ma obowiązek poinformować je lub, w przypadku braku informacji ze względu na ryzyko dla podjętych środków, poinformować o zbieraniu obowiązku wniesienia skargi do organu ochrony danych.

### Organ ochrony danych zgodnie z ustawą o ochronie danych
Gromadzenie informacji i przetwarzanie danych osobowych jest niezbędne do realizacji zadań ochrony konstytucji. Organ ochrony danych odpowiada przede wszystkim za zadania kontrolne związane z ochroną danych osobowych.

### Kontrola administracyjna (sądowa)
Wobec każdego mogą zostać podjęte środki specjalne zgodnie z literą prawa. Działalność Urzędu Ochrony Konstytucji może być kontrolowana przez sądy administracyjne na podstawie skargi (art. 129 i n. federalnej ustawy konstytucyjnej).

## Kontrowersje wokół agencji

### Afera BVT
Afera BVT (znana również jako skandal BVT i sprawa BVT) to nazwa nadana kontrowersyjnym politycznie wydarzeniom wokół służby wywiadowczej BVT) w austriackim Federalnym Ministerstwie Spraw Wewnętrznych od 2016 roku. Chodzi tu między innymi o wydawanie paszportów Korei Północnej tajnym agentom południowokoreańskim, konflikty między siatkami partyjnymi bliskimi ÖVP w ramach BVT oraz zarzucaną przez opozycję parlamentarną zmianę nazwy Urzędu Ochrony Konstytucji przez ówczesnego ministra spraw wewnętrznych FPÖ Herberta Kickla. Po tym, jak grupa zadaniowa ds. walki z przestępczością uliczną pod kierownictwem Wolfganga Preiszlera, radnego FPÖ, przeprowadziła na zlecenie prokuratury ds. gospodarczych i korupcji rewizję w pomieszczeniach BVT i skonfiskowała ewidentnie poufne dane, media szeroko rozpisywały się na ten temat. Według niektórych mediów, afera BVT wyrządziła ogromne szkody reputacji urzędu. Od jesieni 2018 r. parlamentarna komisja śledcza powołana przez SPÖ, NEOS i Liste Pilz zajmowała się kwestią odpowiedzialności politycznej w ujawnionych przypadkach.
Rozesłana jesienią 2017 roku 39-stronicowa broszura, która zawierała nieudowodnione zarzuty wobec BVT, została napisana anonimowo przez rzekomego byłego pracownika Urzędu Ochrony Konstytucji. Według badań austriackiego dziennika „Der Standard” i tygodnika „Profil”, ten zbieg okoliczności został stworzony, aby wprowadzać opinię publiczną w błąd. Wykorzystała ona przede wszystkim oskarżenia przeciwko byłemu szefowi gabinetu ministrów spraw wewnętrznych Strassera i Plattera oraz ministra spraw wewnętrznych. Centralnym punktem zarzutów było poszukiwanie materiałów wybuchowych w rezydencji Ita, co nastąpiło po wielokrotnych groźbach podłożenia bomby w czasie wyścigu Tour of Austria 2016, który przebiegał w tym miejscu. Według broszury, podczas tej operacji przechwycono materiały neonazistowskie, które następnie zostały zatuszowane przez Ministerstwo Spraw Wewnętrznych. Jeden z pracowników policji próbował podobno bezskutecznie powiadomić o tych wydarzeniach Federalny Urząd Ochrony Konstytucji i Zwalczania Terroryzmu. Według badań przeprowadzonych przez Der Standard i Profil z policją, organizatorami Tour of Austria oraz w sieciach społecznościowych, nie było żadnych gróźb bombowych dotyczących tej imprezy sportowej. Niemniej jednak prokuratura zajęła się tymi zarzutami, ale nie doszła do żadnych wniosków.
Oprócz tego zarzutu, 39-stronicowe przyznanie się do winy zawiera szereg innych zarzutów, których nie udało się zweryfikować lub udowodnić fałszywości, w tym napaść na tle seksualnym, imprezy seksualne na służbie, pranie pieniędzy i defraudację. W trakcie prac komisji śledczej zarzut napaści na tle seksualnym został potwierdzony przez świadka.

### Kwestia Korei Północnej
W 2015 r. reżim północnokoreański zamówił około 200 tys. paszportów biometrycznych w austriackiej drukarni państwowej, która została sprywatyzowana w 2000 r. W lipcu tego samego roku Ministerstwo Gospodarki, kierowane wówczas przez wicekanclerza Reinholda Mitterlehnera, zwróciło się do Federalnego Urzędu Ochrony Konstytucji i Przeciwdziałania Terroryzmowi o przeprowadzenie analizy ryzyka z powodu dużej liczby zamówionych paszportów. Około rok później Drukarnia Państwowa przekazała BVT 30 pustych paszportów, z których trzy zostały z kolei przekazane południowokoreańskiej służbie wywiadowczej. Zestawienie faktów w tej sprawie dyrektor BVT Peter Gridling przesłał we wrześniu następnego roku do dyrektora bezpieczeństwa publicznego Michaeli Kardeis. Ministerstwo Spraw Wewnętrznych badało tę sprawę jesienią 2017 r. bez rezultatu. Pokazało to kolejny raz jak niesprawną służbą jest BVT, i że potrzebuje reform.

### Ograniczanie wolności prasy
W listopadzie 2019 r. wyszło na jaw, że Federalny Urząd ds. Zapobiegania i Zwalczania Korupcji próbował 10 maja 2019 r. zarekwirować telefon komórkowy dziennikarki Die Presse Anny Thalhammer w celu zidentyfikowania jej informatorów. Urządzenie posłanki NEOS Stephanie Krisper również powinno zostać skonfiskowane. Prokuratura w Wiedniu odrzuciła te wnioski na początku lipca.

### Brak przygotowania naatak terrorystyczny w Wiedniu z 2020 roku
W dniu 2 listopada 2020 r., za czasów rządu Austriackiej Partii Ludowej (ÖVP) i Partii Zielonych (Grünen), 20-letni sympatyk IS zastrzelił w Wiedniu cztery osoby i ranił 23 inne osoby, niektóre poważnie, po czym sam został zastrzelony przez funkcjonariusza policji. Następnie okazało się, że jedna czwarta stanowisk w wydziale antyterrorystycznym BVT jest nieobsadzona. Brak odpowiedniego składu personalnego zaowocował totalnym brakiem przygotowania na potencjalny atak przy dużym zagrożeniu terrorystycznym w tamtym czasie w Europie Zachodniej.

### Konsekwencje
Minister spraw wewnętrznych Karl Nehammer powołał Franza Rufa na kierownika projektu reformy BVT w lutym 2020 r. Próby reformy okazały się jednak niewystarczające i zdecydowano się na zakończenie działalności agencji w obecny kształcie i przemianowanie jej 1 grudnia 2021 roku w Dyrekcję Ochrony Państwa i Wywiadu (Direktion für Staatsschutz und Nachrichtendienst). Działanie to wg rozporządzenia ministerialnego nie zmieni zasad działania agencji, a ma za zadanie rozszerzyć jej skład personalny oraz poprawić jakość prac.